# Alina l'Ami
Alina l'Ami, născută Moțoc (n. 1 iunie 1985, Iași, România), este o jucătoare de șah română.
Conform Federației Internaționale de Șah (FIDE), la 1 februarie 2025, coeficientul ELO standard al Alinei l'Ami este de 2345, cu un rating rapid inactiv de 2345 și un rating blitz inactiv de 2345.

## Biografie
Mare maestru internațional feminin din 2006, ea a obținut titlul de maestru internațional (titlu mixt) în 2014.
Alina l'Ami a absolvit Facultatea de Psihologie și Științe ale Educației la Universitatea „Alexandru Ioan Cuza” din Iași.
Este căsătorită cu marele maestru internațional olandez Erwin l'Ami.

## Carieră
De-a lungul carierei sale, Alina a obținut numeroase titluri, printre care:
- Campioană mondială la categoria sub 10 ani: 1995, São Lourenço, Brazilia.
- Campioană europeană la categoria sub 18 ani: 2002, Peñíscola, Spania.
- Campioană balcanică feminină: 2002, Istanbul, Turcia.

A reprezentat România în cinci olimpiade de șah între 2004 și 2014, obținând o medalie de bronz individuală la masa de rezervă în 2008. De asemenea, a participat la șapte campionate europene pe echipe între 2003 și 2017, clasându-se de două ori pe locul patru la masa a doua, în 2009 și 2013.
În decembrie 2023, Alina a câștigat turneul inaugural Besa Masaiti WIM Norm Chess Championship, desfășurat în Gaborone, Botswana.

## Activități conexe
Pe lângă competițiile de șah, Alina este cunoscută pentru pasiunea sa pentru fotografie și călătorii. A colaborat cu diverse publicații de șah, inclusiv ChessBase, unde a publicat articole și fotoreportaje despre turneele la care a participat.